# Kapok

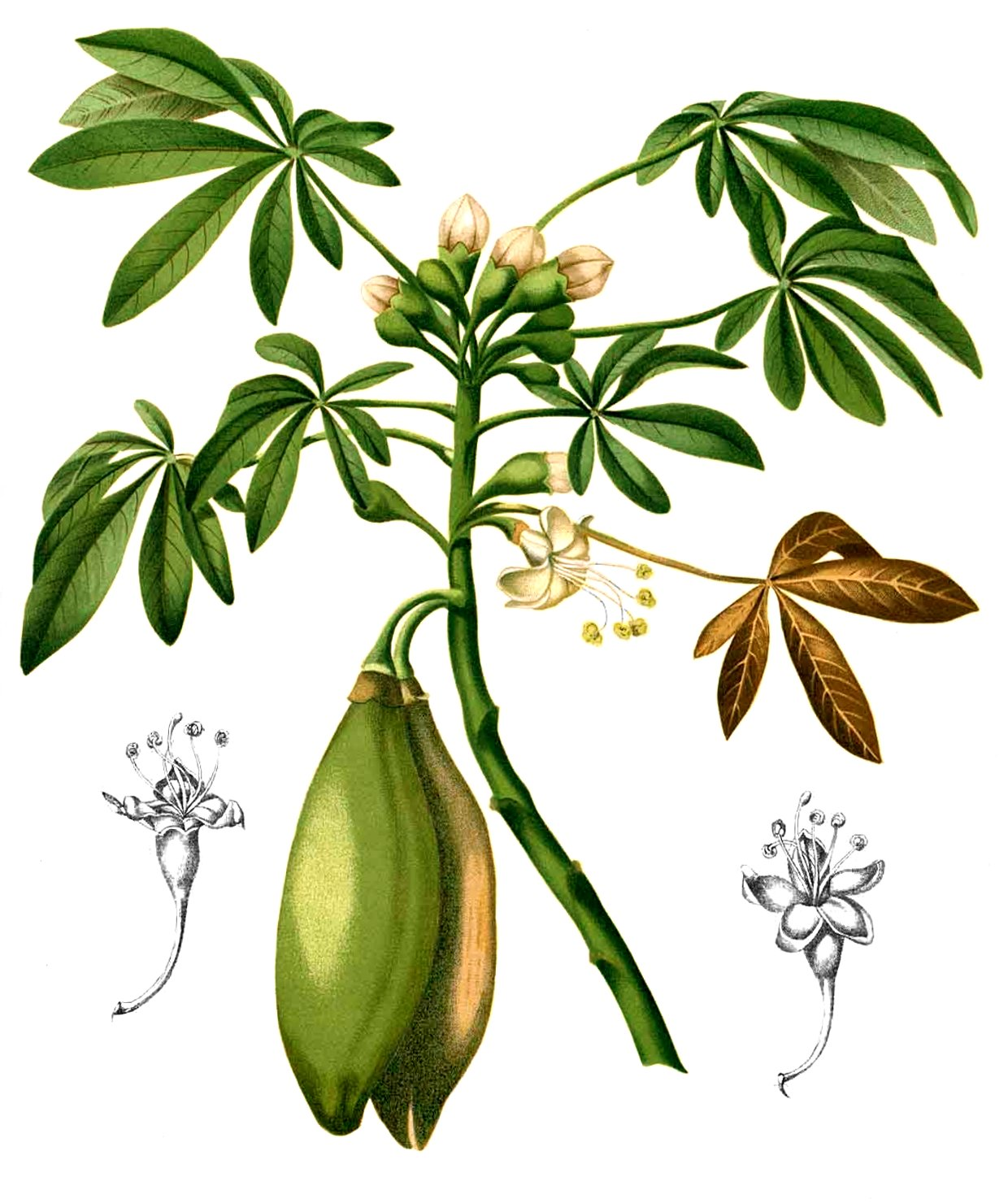
Ceiba pentranda

Kapok eller Kapock (Ceiba pentandra), även kallat bomullsträd, är en art i familjen malvaväxter som troligen är ursprungligt i tropiska Amerika och möjligen även i Afrika. Namnet används också om kapokfibern eller glansull, som är en kort och svag fiber. Den är svår att spinna till garn, även om det förekommer.

## Egenskaper och användning
Kapok består av hårbildningar på frön och frukter hos växter tillhörande familjen Bombacaceae, varav det viktigaste är det i tropikerna förekommande Cieba pentandra. Frukten hos denna växt är en kapsel som innehåller ett stort antal frön på vilka sitter 1 – 1,5 cm långa, starkt glänsande, silkesliknande hår. Dessa är sköra och lämpar sig därför ej som textilmaterial.
De har emellertid fått en stor användning som stoppning i madrasser, kuddar, stolsdynor etcetera. Kapok används i simdynor dels för att det i pressat tillstånd kan bära 36 gånger sin egen vikt, dels för att det i motsats till andra fyllnadsämnen ej påverkas av att blötas.
Numera används också kapok, som ofta färgas, av flugbindare (som så kallad dubbing).
Bland andra växter för utvinning av kapok kan nämnas Bombax ceiba och Bombax heptaphylla (Sydamerika och Västindien), Bombax carolinum (Sydamerika), Bombax rhodognaphalon (Östafrika) och Bombax malabaricum (Indien) m fl.

## Kapokolja
Frön av Ceiba pentandra är oljehaltiga och ur dem kan pressas en fet, icke torkande olja, så kallad kapokolja. Den är tämligen tjockflytande, gulaktig till färgen och har en svag, behaglig smak och doft. Den kan användas bland annat vid tillverkning av tvål. 
Olja pressas även ur frön av en del andra bambacacéer.